# Жасмин многоцветковый
Жасми́н многоцветковый (лат. Jasminum polyanthum) — вьющийся вечнозелёный кустарник рода жасмин (лат. Jasminium) семейства маслиновые (лат. Oleaceae). В продажу может поступать под названием Жасмин полиантум.
Китайское название: 多花素馨 (duo hua su xin).
Один из самых распространённых в комнатной культуре видов жасмина. Выращивается, как лиана и в виде ампельного растения.

## Распространение и экология
Китай (Гуйчжоу, Сычуань, Юньнань). На высотах от 1400 до 3000 метров над уровнем моря.
Инвазионный вид в Австралии и Новой Зеландии.

## Ботаническое описание
Высота растений от 1 до 10 м.
Листья супротивные, сложные, перистые. Черешок листа 0.4—2 см, листочки 5—7 см.
Цветки белые, звёздчатые, ароматные. В верхушечных или пазушных 5—50-цветковые кистях или метёлках. Прицветники шиловидные, 1—6 мм. Цветоножки 0,5—2,5 см.
Ягоды чёрные, почти шаровидные, 6—11 мм в диаметре.
Цветёт в феврале—августе.

## В цветоводстве

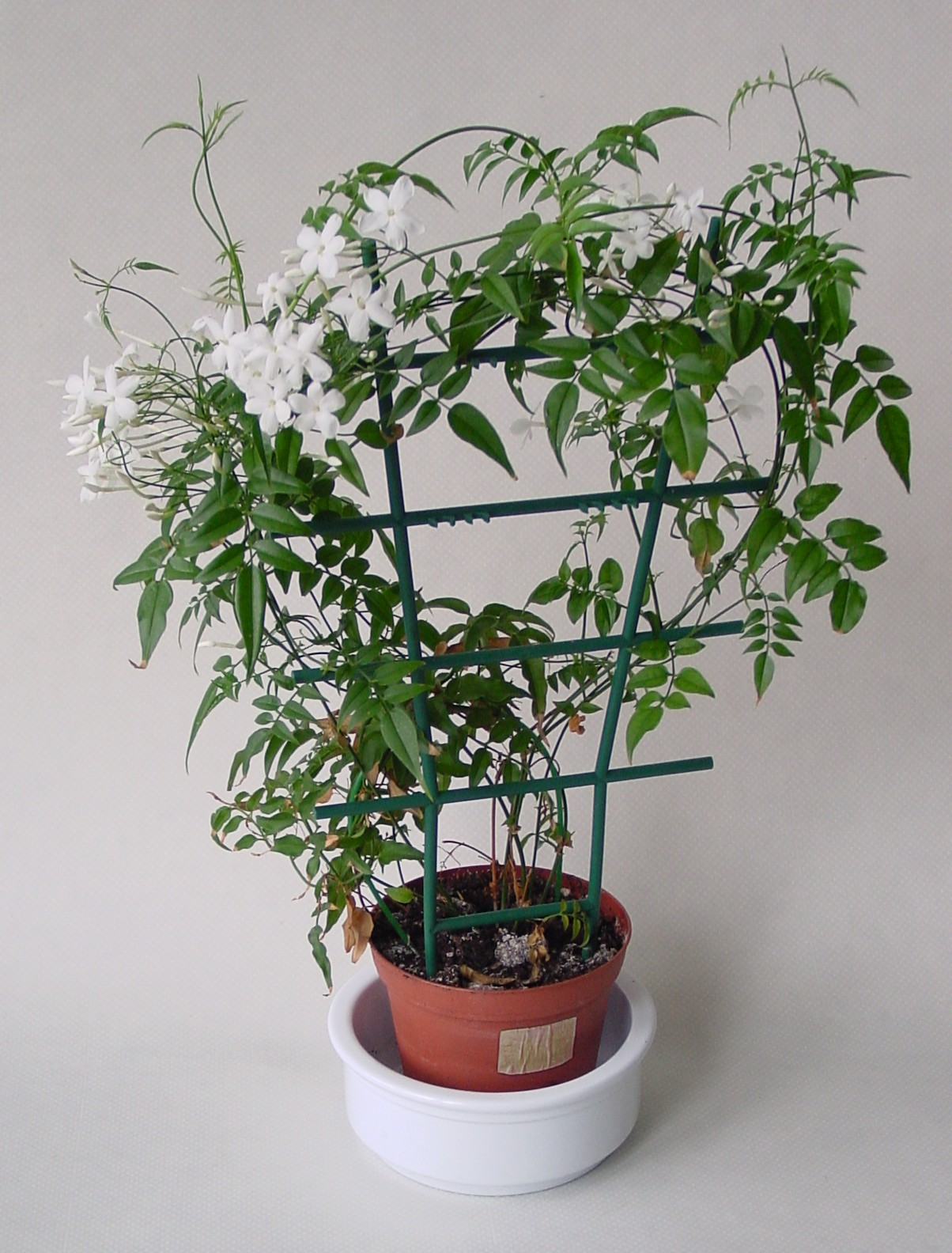
Жасмин многоцветковый

В 1993 году жасмин многоцветковый получил премию Award of Garden Merit (AGM) в Королевском садоводческом обществе.
Местоположение: полутень. На подоконниках окон южной ориентации листья могут получать ожоги. Летом можно выращивать на открытом воздухе. Зимой — прохладные помещения с температурой не ниже +10 °С.
В феврале длинные побеги рекомендуется обрезать на треть.
Субстрат: слабокислая почвенная смесь состоящая из листовой и дерновой земли, а также торфа и песка в соотношении 3:2:1:1. При пересыхании почвы могут опадать листья.
Размножают черенкованием используя полуодревесневшие концевые побеги с 3 междоузлиями. Укоренение происходит примерно через 3 недели.
Может выращиваться в открытом грунте в районах 8—11 зон морозостойкости. Используется для декорирования стен и заборов.

## Болезни и вредители
Щитовки, паутинные клещи, тля.

## В медицине
В лечебных целях используют все части растения. Листья применяют, как средство снижающее лактацию. Как заживляющее средство в виде горячих компрессов накладывают на кожные язвы. Корни в сыром виде используются при головной боли, бессоннице. В традиционной восточной медицине рекомендуется для приёма перед операциями. Считается, что экстракт на вине кусочка корня 2—3 см, вызывает снижение болевых ощущений на 1 день, длиной 5 см — 2 дня.
Эфирное масло применяют в качестве антидепрессанта. Масло используют для лечебных ванн и добавляют в масло для массажа при мышечных болях.
Цветки добавляют в чай для аромата.